# Destino
Destino är en amerikansk-fransk animerad kortfilm skapad av Walt Disney Company som släpptes 2003. Det speciella med filmen är att produktionen påbörjades 1945, 58 år innan den blev klar. Projektet var ett samarbete mellan Walt Disney och den spanska surrealistiske konstnären Salvador Dalí och innehåller musik skriven av den mexikanska låtskrivaren Armando Domínguez.
Destino (det spanska ordet för "öde") är svår att tolka. Bland annat Disneys egen konstnär John Hench har flera gånger försökt tyda budskapet i videon. Han berättade under en intervju vad han trodde var anledningen till att denna film hade skapats. "Jag tror att budskapet är att en målning är mycket starkare än 124 000 ord, därför ifall man istället gör en animerad målning får man ut så många frames (bilder) som får plats i en video gånger 124 000. I detta fall ungefär 36 000 bilder gånger 124 000 ord vilket blir ungefär 4,5 miljoner ord sammanlagt" år 2004 under en intervju i Los Angeles.
Vid Oscarsgalan 2004 nominerades filmen i kategorin Bästa animerade kortfilm.